# 겁쟁이 강아지 커리지

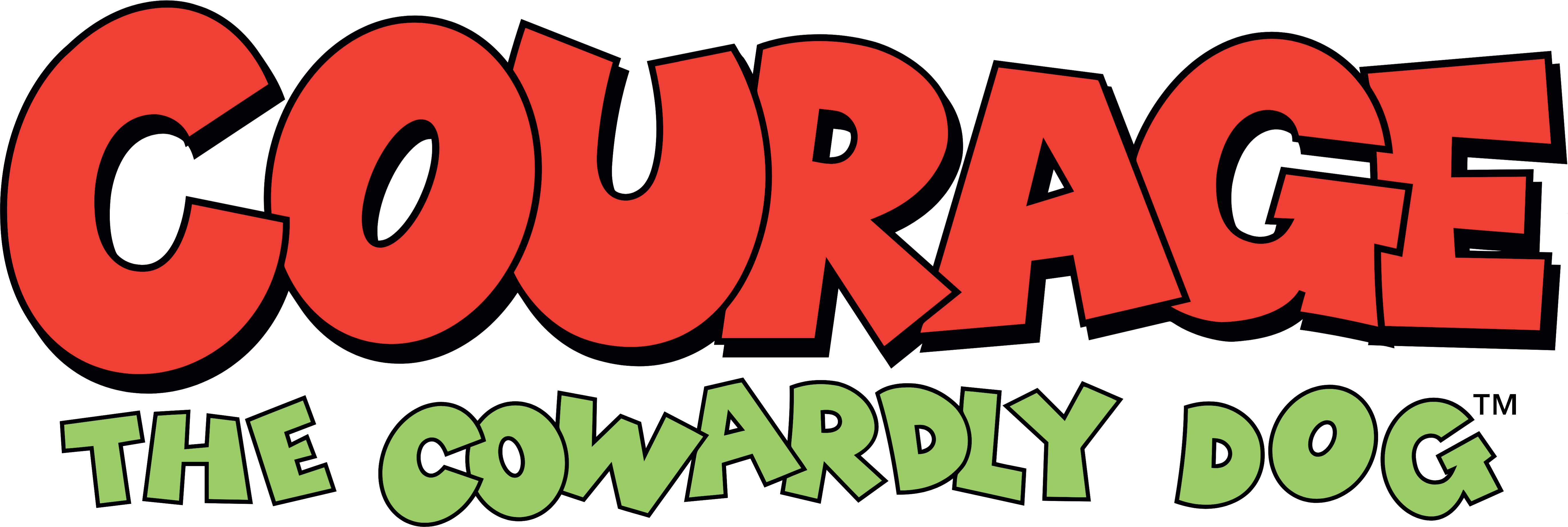

《겁쟁이 강아지 커리지》는 존 R. 딜워스의 작품으로 카툰네트워크의 애니메이션이다.

## 배경
캔자스주에 위치한 허허벌판의 저택이 커리지와 그의 가족이 사는 집이다. 이곳에는 유스테스와 뮤리엘이라는 노부부와 애완견인 커리지가 있다.
허허벌판에는 초자연현상,범죄자들,외계인 등의 악당들이 커리지와 노부부를 위협한다!
커리지는 초자연현상으로부터 가족들을 구해야한다! 그리고 이어지는 무서운 일들....

## 캐릭터 소개
커리지
성우:이인성
이 애니메이션의 주인공인 겁이 많은 분홍색 강아지.
겁이 많지만 온갖 위험에서 가족들을 구할때만큼은 용감하게 행동한다.
놀란 경우 털이 곤두서며 발작하는데 그로테스크한 효과가 곁들여지기도 한다.
주로 뮤리엘을 구출한다. 유스테스를 구할때도 있지만 본인이 싫어한다.
그리고 유스테스를 구하지 못한일도 있다. 그래도 귀엽고 유쾌한 강아지다.
유스테스
성우:기영도
커리지가 사는 집의 할아버지다.
커리지를 싫어하기에 심심할 때마다 괴물가면등으로 커리지를 놀라게 한다.
대머리이지만 자신의 아버지처럼 닮았다.
커리지는 이사람을 구할때도 있고 없기도 한다.
이사람의 결말은 나쁠 때가 많다.
게다가 돈이나 황금을 보면 자기도 모르게 탐욕이 생긴다.
식초를 매우 싫어하는 게 특징이다.
악역이 되는 출연작-허허벌판의 꼽추,빅풋을 찾아라,아낌없이 주는 나무, 심술쟁이 심술부리기, 캥거루 괴물, 분노의 탈출, 대머리 치료약, 사냥꾼 유스테스, 복수클럽, 보안관이 된 커리지, 비버 이야기, 뮤리엘의 목소리, 별을 만드는 오징어
자신을 못 구한 출연작-분노의 탈출, 침대속의 악마, 커리지 대도시에 가다, 공포의 향해, 람세스의 저주, 커리지의 DNA, 레코드 귀신, 루브르의 연인들, 커리지는 내강아지, 겁쟁이 허수하비, 비밀의 상자, 산호마을을 지킨 커리지, 기억상실증 전문박사 오리박사, 이룰 수없는 사랑, 두더지인간,빅풋을 잡아라, 만리장성에 간 뮤리엘, 황금모자를 찾아라, 행복의 과자,사냥꾼 유스테스, 커리지 미라를 만나다, 대머리 치료약, 공포의 리조트, 아빠새 유스테스, 럼플드킬트스킨, 악동오리의 출현, 우주여행, 거위신의 사랑 찾기, 파리가 된 커리지, 늪괴물의 신부, 뮤리엘이 커졌어요, 뮤리엘의 목소리, 출생의 비밀, 별을 만드는 오징어, 보안관이 된 커리지
좋은일이 생긴 출연작-머리가락소동, 수영왕 유스테스, 농부 유스테스, 모래 습격 사건, 셜리의 저주, 컴퓨터 치료자 커리지, 개구리 연못, 어항에 갇친 뮤리엘, 위험한 하우스, 사기꾼의 최후, 퀼트클럽, 1000년후 시간여행, 저빌박사, 더러운건 싫어, 푸딩의 왕, 풍차의 저주, 어버이날, 로봇 멍멍이, 마스크, 호두까기 인형, 화산의 신, 이웃을 부르는 음악, 이상한 감기, 뮤리엘의 번지 점프, 눈사람 이야기, 공포의 햄버거가게, 눈사람의 복수, 웅덩이의 여왕, 캣츠 모텔 대소동, 온천을 살려라, 거울속의 초상화
뮤리엘
성우:이미자
커리지가 사는 집의 할머니다.
커리지를 무척 아낀다.
너무나 태평한 성격이라 집 주위에 일어나는 위험에 대해서는 전혀 모르고 있다.
유스테스의 엄마를 안 좋아하고 요리에는 식초를 넣는다.
유스테스의 어머니
성우:이영아
커리지를 좋아하지만 뮤리엘을 싫어한다.
유스테스와 마찬가지로 대머리이다. 하지만 평소에 위로 솟은 파마가발을 쓰고 있다.
때로는 커리지를 괴롭히고 뮤리엘을 구박한다.
가발이 벗겨지면 절망에 빠진다.
출연작-어버이날, 머리가락소동, 모래 습격 사건, 과부유령, 산호마을을 지킨 커리지
엑스트라(셜리의 저주)
유스테스의 형
회상이나 사진만 등장하지만 지금은 세상을 떠난 상태다.
유스테스를 괴롭히는 것을 즐긴다.
출연작-비밀의 상자, 황금모자를 찾아라, 사냥꾼 유스테스, (엑스트라:온천을 살려라)
컴퓨터
성우:홍범기
커리지에게 도움을 준다. 하지만 약간 놀리기도 한다.
출연작-어둠의 그림자, 매트릭스 속의 악마, 풍차의 저주, 꼬마 뮤리엘, 퀸트클럽, 왕발가락, 두더지인간, 우주여행, 컴퓨터 치료자 커리지, 과부유령, 레코드 귀신, 늪괴물의 신부, 기억상실증 전문가 오리박사, 커리지 미라를 만나다, 메가뮤리엘, 영화찰영 대소동, 가지들의 반란
딜렁
성우:정명준
엑스트라인데,가족을 돕지 않고 괴롭힌다.
때로는 커리지를 괴롭히고는 한다.
그의 가족은 이모가 있는데 4시즌의 악역이다
출연작-파리가 된 커리지, 로봇 멍멍이, 만리장성에 간 뮤리엘
엑스트라(어항에 갇친 뮤리엘, 루브르의 연인들, 뮤리엘의 번지 점프, 바다왕 유스테스, 호두까기 인형, 뮤리엘의 목소리, 뮤리엘의 번지 점프, 커리지 대도시에 가다, 심술쟁이 심술부리기, 커리지 미라를 만나다, 카바레의 커리지,대머리 치료약, 완벽한 커리지)
돌팔이 의사
성우:박만영
커리지의 가족이 위험에 처했을 때 해결법을 알려준다.
하지만 잘못해서 위험한 일에 휘말리게 된다.
출연작-머리가락소동, 늑대두더지, 레코드 귀신, 아낌없이 주는 나무, 마법사 몬도, 푸딩의 왕, 투명인간 뮤리엘, 온천을 살려라, 연체료가 무서워요, 뮤리엘의 목소리
엑스트라(셜리의 저주)
캣츠
성우:홍범기
커리지를 괴롭히는 악당들 중 한마리. 고양이로 포악하다.
커리지를 무척 싫어하며 허허벌판 사탕 만들기 대회에서 뮤리엘이
줄 곧 1등을 했기 때문에 분노해서 커리지를 사탕으로 만든적이 있었다.
출연작-공포의 사탕가게,공포의 리조트,캣츠 모텔 대소동,복수 클럽,위험한 일상 탈출
오리박사
성우:박만영
위의 캣츠와 마찬가지로 커리지를 무척 싫어하고 괴롭히는 악당들 중 한마리 오리이다.
뮤리엘 할머니의 집으로 와서 TV에 최면을 걸어놔 돈을 번 적도 있었다.
뮤리엘 할머니를 속여서 은행을 털려고 했다
캥거루괴물이나 루브르의 연인에서는 엑스트라로 등장-.-
출연작-기억상실증전문가 오리박사,복권에 당첨되었어요,뮤리엘의 번지 점프,복수클럽,(캥거루괴물,루브르의 연인들(엑스트라로 등장))
케이준 여우
성우:정명준
스튜대회에서 이길려고 뮤리엘을 요리자료로 쓸려고 한다
하지만 커리지의해서 자기가 스튜재료가 된다
출연작-케이준 할머니 스튜,복수클럽
웅덩이의 여왕
성우 이영아
유스테스 할아버지를 유혹해 자신의 검은 웅덩이로 이끌어 간적이 있다.
출연작-검은 웅덩이의 여왕,복수클럽
늑대두더지
성우 정명준
자신에게 물린 상대는 두더지인간이 된다
두더지인간이 된 상대를 치료해야하면 늑대두더지의털을 뽑아서 약으로 써야한다
재등장할 때 누구도 물지 않는다
출연작-두더지인간,복수클럽
퀼트판매점의 쌍둥이 자매
뮤리엘을 퀼트클럽에 오면 좋다는 말로 뮤리엘을 꼬셔서 퀼트에 가둬버렸던 적이 있다.
약점은 오래된 옷감이다
출연작-퀼트 클럽
석상신
황금모자를 가져간 인간을 이신에게 제물로 바친다
커리지가 준 흰옷을 입자 파괴된다
출연작-황금모자를 찾아라
자로스트 박사
2시즌에 나오는 악역
불행밖에 모르는 박사,쥐를 부하로 두고 있다
시장이 돈을 주지 않자 불행을 주는 대포알로 사람들을 불행해지게 한다
유스테스는 맞아도 멀쩡하지만 뮤리엘마저 대포알에 맞자 불행해진다
뮤리엘이 만든 과자를 먹자 행복해져서 착한마음을 가지게 된다
출연작-행복의 과자
레코드 귀신
점쟁이 셜리가 가지고 있던 낡은 CD에서 나온 귀신.
자기대신 뮤리엘 할머니를 CD에 가둬버린 적이 있다.
출연작-레코드 귀신
셜리
점을 쳐주는 점쟁이 여우이다.
한편은 유스테스 할아버지가 사기를 쳐서 셜리에게 최후를 겪게 된 적이 있다.
출연작-뮤리엘의 목소리,비밀의 상자,사기꾼의 최후,레코드 귀신(엑스트라:수영왕 유스테스)
시궁창에 사는 쥐들
커리지가 쓰레기장에 왔을 때, 커리지를 괴롭힌 적이 있었다.
출연작-호두까기 인형
프레드
뮤리엘의 조카,그는 털만 보면 죄다 밀어버리고 싶어하는 미치광이 이발사이며 어떤 동물이건 사람이건 털을 마구 밀어버린다. 작중에선 정신병원에서 나온후 뮤리엘의 집에 방문, 커리지의 털을 꼬리털 제외 죄다 밀어버리는데 결국은 정신병원에 연락한 커리지로 인해 정신병원에 수감된다. 다른 악역들에 비해 커리지와 뮤리엘, 유스테스에게 악의는커녕 오히려 매우 좋아하며 특히나 커리지에게 매우 집착하는 모습을 보인다. 출연작-괴짜 이발사 프레드,복수클럽
푸딩사장
3시즌에서 등장하는 악역
그는 허허벌판사람들에게 푸딩을 많이 먹으라고 최면을 건다
커리지도 최면에 걸렸으나 현혹을 이기지만 그자도 자기가 건 최면에 걸리고 만다
출연작-푸딩의 왕
왈큐레들과트롤들
왈큐레들은 뮤리엘을 자신들의 언니라고 착각하고 납치한다
미소녀들이 아니라 아줌마들로 가까워 보인다
트롤들은 왈큐레들의 적이다
커리지를 서로 적의 스파이로 오해한다
왈큐레들의 진짜 언니를 찾아내자 그들은 서로 화해한다
말을 할 때 노래로 말한다
출연작-이룰 수 없는 사랑,거울속의 초상화(엑스트라)
거위신
자신의 아내가 없어서 외로워한다
뮤리엘에게 반해서 아내로 맞이하려고 하지만 거절당하자 화가 나서 납치하지만 유스테스의트럭을 자기아내라고 착각해서 가져가 버린다
이룰 수 없는 사랑에서 재등장
트럭은 언제 돌아왔는지 알 수 없다
출연작-거위신의 사랑찾기,이룰 수 없는 사랑(엑스트라로 출연)
딜렁의 이모
4시즌에서 등장하는 악역
딜렁의 이모,뮤리엘을 납치해서 뼈를 뽑아버리라고 딜렁에게 명령한다
한번은 커리지를 이겼으나 재싸움을 할 때 진짜로 패배해서 소멸된다
바다왕 유스테스편에서 재등장한다
출연작-만리장성에간 뮤리엘
엑스트라(수영왕 유스테스)
허수하비
그들의 가족들은 모두 사악한 허수하비였으나 이자만 사악하지 않았다
게다가 까마귀도 무서워하고 겁이 많았으나 사이비교육을 받아서 자기가족들처럼 사악해진다
뮤리엘은 빼고 커리지나 유스테스를 괴롭힌다
하지만 나중에는 진짜로 착한 허수하비가 된다
출연작-겁쟁이 허수하비
요리사미라
전생에는 공주의 요리사인데,과자를 공주에게 많이 줬다
공주의하인은 과자를 훔쳐서 팔았는데,요리사에게 틀켜서 알려주지만 그자가 너무 빨라서 늦어서 미라가 되는 신세가 된다
수년전이 지나자 부활해서 커리지의집에 가서 복수를 한다
커리지가 전생을 재연해서 미라의증오를 풀린다
출연작-커리지 미라를 만나다
독벌레
수상한 바퀴벌레,그의 말에 따르면 고향이 공동묘지라고 한다
뮤리엘과유스테스를 인질로 잡고 커리지에게 말을 듣지 않으면 식인 괴물을 풀어버리겠다고 협박한다
하지만 약속은 지키지도 않고 나쁜짓을 하지만 경찰에게 잡힌다
그는 아무래도 사람들을 식인 괴물의 먹이로 준것같다
출연작-커리지 대도시에 가다
친절제거 외계인
인간들의 친절을 훔쳐서 힘을 가질려고 한다
뮤리엘의친절을 훔치자 유스테스 포지션이 되고 만다
커리지가 친절을 빼앗자 파괴된다
부하들은 'OK'이라는 말끝에 붙친다
출연작-친절을 훔치는 외계인
눈사람
북극에서 평화롭게 사는 착한 눈사람인데,인간의 욕망때문에 지구온난화가 생기면서 친구들이 녹아버려서 인간들을 미워한다
인간의 생명을 가져와서 불사신이 될려고했는데 결국은 커리지의해서 실패한다
재등장할 때 커리지의집을 눈으로 덮게 된다
커리지가 북극을 구하자 그는 악행은 포기하고 돌아간다
출연작-눈사람 이야기,눈사람의복수
타란텔라
그는 원래는 인간이었으나 영화감독들을 많이 죽였다
하지만 그는 친구와같이 감옥에 갇쳤으나 그자만 감옥에서 죽었고 그의 친구는 석방된 후에 죽었다
커리지가족을 속여서 수상한 짓을 하지만 커리지덕에 망하고 만다
출연작-영화촬영 대소동,심술쟁이 심술부리기
우주통닭
커리지가 자신을 고기로 만들자 머리를 잃게 된다
복수하기 위해서 목을 가져가려고 한다
그자는 아내와 세마리 아들이 있다
출연작-단편,우주통닭의 습격,우주통닭의 세아들(본편에서는 등장하지 않음-.-)
커리지2
어떤 딜렁이라는 사람이 만들어낸 강아지로봇
어떤때는 뮤리엘과유스테스를 즐겁게 해주지만 어떤때는 커리지를 괴롭힌다
하지만 에너지가 떨어져서 파괴된다
출연작-로봇 멍멍이
과부유령
유스테스를 다치게 해서 뮤리엘에게 뒤집게 쓰게 한다
그녀의 과거는 어떤 여자의 이모할머니가 자기남편을 괴물에게 먹이로 줘서 복수를 하려고 왔다
알고 보니 유스테스의 엄마의 이모할머니의 후손으로 밝혀지자 뮤리엘의 오해를 풀고 유스테스의 엄마에게 복수한다
출연작-과부유령
보름달 정령
유스테스가 농사를 안 짓자 천벌을 받으러 왔다
커리지가 유스테스를 도와주자 천벌을 내리지 않았다
출연작-농부 유스테스
랜디
왕따당하는 외계로봇
자신이 옳다고 폭력질은 하지 않는다
커리지가족을 막 부려먹는데 커리지의 도전을 받고 패배한다
노예보다는 자신의 능력이 옳다고 깨닫게 된다
출연작-로봇 랜디
101010 바이러스
컴퓨터안에 침입한다
뮤리엘을 납치하고 커리지를 괴롭히지만 그는 감기에 걸렸다
뮤리엘이 만든 젤리를 먹고 감기가 다 나았다
그바이러스의 말에 따르면 식초를 좋아한다
출연작-컴퓨터 치료자 커리지
풍차 파괴자들
풍차가 멈추면 그들은 나타나고 풍차가 움직이면 그들은 사라진다
왜냐하면 풍차의 옛주인이 이상한 짓을 하자 가뭄이 들었다
그주인은 풍차에 문자를 만들어냈다
풍차가 멈추면 주인에게 복수를 한다
출연작-풍차의 저주
늪괴물
그는 여자친구가 자신을 버렸다고 한다
그런데 뮤리엘의사진을 보자 납치한다
커리지가 진짜 여자친구를 데려오자 설득하는데 성공한다
출연작-늪괴물의 신부
종이예술가
그는 종이를 만드는 취미가 있다.
그런데 사람모양 종이가 움직이지 않자 실망한다.
뮤리엘과유스테스의 그림자를 이용해서 종이인간들에게 생명을 주고 인간의기를 흡수하지만 커리지의해서 나쁜짓은 그만두고 종이인간들을 좋은일에 쓰게 된다
출연작-거울속의 초상화
가짜 익룡
등장할 때 유스테스를 잡아먹는다
자신은 익룡이라고 사칭한다
커리지가 도와주지만 실패해서 잡아먹으려고 하지만 사실은 어룡인데 가족들이 자신을 잃어버리고 익룡들이 데려가서 키워서 익룡인것을 착각한다
출연작-출생의 비밀
왕발가락
성우 정명준(대장 왕발가락), 이영아 (새끼 왕발가락)
유스테스가 발을 안 씻어서 몸을 빼앗은 괴물
뮤리엘을 인질로 잡고 커리지를 협박한다
약점은 침이라서 닿게되면 소멸된다
재등장할 때 어떻게 나왔는지는 아무도 모른다
출연작-왕발가락,복수클럽
카르멘
선장이 잡을려는 괴물
노래를 아주 좋아한다
마법사 몬도편에서 tv에서 유스테스를 따라가는 역할로 끝남.
출연작-공포의 향해,마법사 몬도(엑스트라로 재등장)
사슴
유스테스나 다른 밀렵꾼들 때문에 도망쳐야 했다
그는 가족을 지키기 위해서 유스테스와커리지를 괴롭히기 시작한다
출연작-사냥꾼 유스테스
너구리들
텔레비전,트럭,의자,뮤리엘을 데려간다
알고보니 부모를 잃어서 외로운것이다
참고로 현상금은 있는데 그건 밀렵꾼들의 음모였다
자기들을 잡아간 유스테스를 괴롭힌다
출연작-공포의 캠프(엑스트라:사냥꾼 유스테스)
바나나인종들
1000년후에는 바나나같은 인간들이 많다
원수는 유인원을 증오하고 있다
그들은 커리지를 사악한 악역이라고 착각한적이 있었다
다른 바나나인종이 이시대에 있었다
출연작-1000년후의 시간여행,위험한 일상 탈출
나무
커리지가 심은 나무다
커리지와뮤리엘의 소원을 들어준다
유스테스는 이나무를 시기만 해서 베어버리고 만다
출연작-아낌없이 주는 나무
택배마차
1시즌에서 첫등장
사악한 영혼이 들어있는 매트릭스를 뮤리엘의집으로 보내줬지만 반품되고 만다
출연작-침대속의 악마(엑스트라:커리지 대도시에 가다,뮤리엘의 번지 점프)
빅풋
1시즌에서 등장
아무데서 날뛰지만 알고보니 마음이 착한 괴물이었지만 유스테스가 잡아가려고 한다
출연작-빅풋을 잡아라,(엑스트라:온천을 살려라)